# 大缘经
《大缘经》，南传上座部佛教《巴利文大藏经·长部》中的第十五部经。
该经讲述：佛陀在俱卢国时，对阿难讲述缘起法、四种记我者、七种识住和八种解脱。
该佛经在北传佛教的《大正新修大藏经》对应经典为《長阿含經·大緣方便經》（第1部第60卷）、《中阿含經·大因經》（第1部第578卷）、安世高譯《人本欲生經》（第1部第241卷）和施護譯《大生義經》（第1部第844卷）。